# Imperio Antiguo Asirio
El Estado Imperial Asirio Antiguo es uno de los períodos en los que se divide la historia de Asiria. La historia de Asiria suele dividirse en tres periodos principales: el Imperio antiguo, el Imperio Asirio Medio y el imperio Neoasirio, precedidos por la «Dinastía de los Waklu» y la «Dinastía Genealógica». Asiria fue uno de los principales reinos de habla semítica de Mesopotamia y los imperios del Antiguo Oriente Próximo. Ubicado principalmente en la marisma aluvial del Tigris-Éufrates en la Mesopotamia superior, el pueblo asirio llegó a gobernar imperios poderosos en varias ocasiones, formando una parte sustancial de la Cuna de la civilización, que incluía a Sumeria, el Imperio acadio y Babilonia. Durante su apogeo, Asiria estaba en la vanguardia de los logros tecnológicos, científicos y culturales.
En su apogeo, el Imperio asirio gobernó la región que la antigua religión mesopotámica denominaba los «Cuatro cuartos del mundo» y llegaba, al norte, hasta las montañas del Cáucaso, región que actualmente corresponde con la República de Armenia y la República de Azerbaiyán; al este, hasta los montes Zagros en el territorio de la actual República Islámica de Irán; al sur, hasta el desierto árabe del actual Reino de Arabia Saudita; y al oeste, hasta la isla de Chipre en el mar Mediterráneo, e incluso hasta Egipto y el este de Libia.
Asiria recibía su nombre de su capital original, la antigua ciudad de Aššur, que data en torno al 2600 a. C., que era originalmente una de las numerosas ciudades-estado acadias en Mesopotamia. Asiria también se conocía a veces como Subartu y Azuhinum, antes del ascenso de la ciudad-estado de Aššūr, después de lo cual pasó a ser Aššūrāyu, nombre que mantuvo después de su caída. Asiria también se puede referir a la región geográfica donde estaba centrado su imperio, y donde aún sigue el pueblo asirio. La actual minoría étnica cristiana de habla aramea oriental en el norte de Irak, el noreste de Siria, el sureste de Turquía y el noroeste de Irán son descendientes de los antiguos asirios.

## Historia
Asiria estableció colonias en Asia Menor y el Levante durante el Imperio antiguo y, en tiempos del rey Ilushuma, se expandió por el sur de Mesopotamia, en lo que luego fue Babilonia. Las primeras inscripciones escritas de los reyes asirios datan del año 2450 a. C., después de que se independizasen de los sumerios. La tierra asiria en su conjunto consistía por entonces de una serie de ciudades-Estado y pequeños reinos de habla semítica, algunos de los cuales eran inicialmente independientes de Asiria. La fundación del primer gran templo en la ciudad de Aššur se atribuyó tradicionalmente al rey Ushpia, que reinó hasta el año 2050 a. C., posiblemente contemporáneo de Ishbi-Erra de Isin y Naplanum, rey de Larsa. Se afirma que le sucedieron los reyes Apiashal, Sulili, Kikkiya y Akiya —fallecido alrededor del año 2026 a. C.—, de los cuales se sabe poco, aparte de las menciones posteriores de que Kikkiya hizo obras en las murallas de la ciudad y en los templos de Aššur.
Entre el año 2500 a. C. y 2400 a. C., los reyes asirios eran jefes ganaderos. Los principales rivales, vecinos o socios comerciales de los primeros reyes asirios entre 2200 a. C. y 2000 a. C., fueron los hatianos y hurritas al norte, en Asia Menor; los gutianos, los lullubi y los turukku al este, en las montañas Zagros al noroeste de la meseta persa: los elamitas al sureste, en el Irán meridional; los amoritas al oeste, en la moderna Siria; y sus compatriotas de las ciudades-Estado sumero-acadias del sur de Mesopotamia como Isin, Kish, Ur, Eshnunna y Larsa. Alrededor del 2400 a. C., los asirios se convirtieron en súbditos de Sargón I de Acad, que unió a todos los pueblos de habla sumero-acadia de Mesopotamia en el imperio acadio, que duró desde el año 2334 a. C. hasta el 2154 a. C. En ese momento, los sumerios finalmente fueron absorbidos por la población acadia (asirio-babilónica). Asiria fue una potencia regional en tiempos del Antiguo Imperio, del 2100 a. C. hasta el 1800 a. C.
Los amorreos habían invadido los reinos del sur de Mesopotamia y el Levante entre los años 2100 a. C. y 1900 a. C., pero los reyes asirios habían repelido sus intentos de conquista durante este período. Sin embargo, Erishum II —hacia el 1818 a. C.-1809 a. C.— fue el último rey de la dinastía de Puzur-Assur I, fundada en 2025 a. C. En 1808 a. C. fue depuesto y el trono de Asiria fue usurpado por Shamshiadad I —1809 a. C.-1776 a. C.— como consecuencia de la expansión de las tribus amorritas del delta del río Jabur en el Levante nororiental.
Alrededor de 1800 a. C., Asiria entró en conflicto con la nueva ciudad-estado de Babilonia, que acabó por eclipsar a los Estados y ciudades sumero-acadios del sur, mucho más antiguos, como Ur, Isin, Larsa, Kish, Nippur, Eridu, Lagash,  Umma, Uruk, Akshak y Adab, que se anexó. La aparición del Imperio hitita y el Reino de Mitanni, situados al norte de Asiria, no afectaron a esta, ni tampoco los casitas, que habían arrebatado Babilonia a sus fundadores amorreos. Después de asegurar sus fronteras, Asiria entró en un período pacífico de su historia que duró dos siglos y medio. El surgimiento del Imperio Mitanni en el año 1600 a. C. originó un corto período de dominación esporádica mitano-hurrita en torno al 1500 a. C. Se cree que los mitanios indoeuropeos conquistaron a los hurritas, y formaron la clase dominante de este país del este de Anatolia. Los hurritas hablaban un idioma aislado, ni semita ni indoeuropeo.

## Origen del nombre

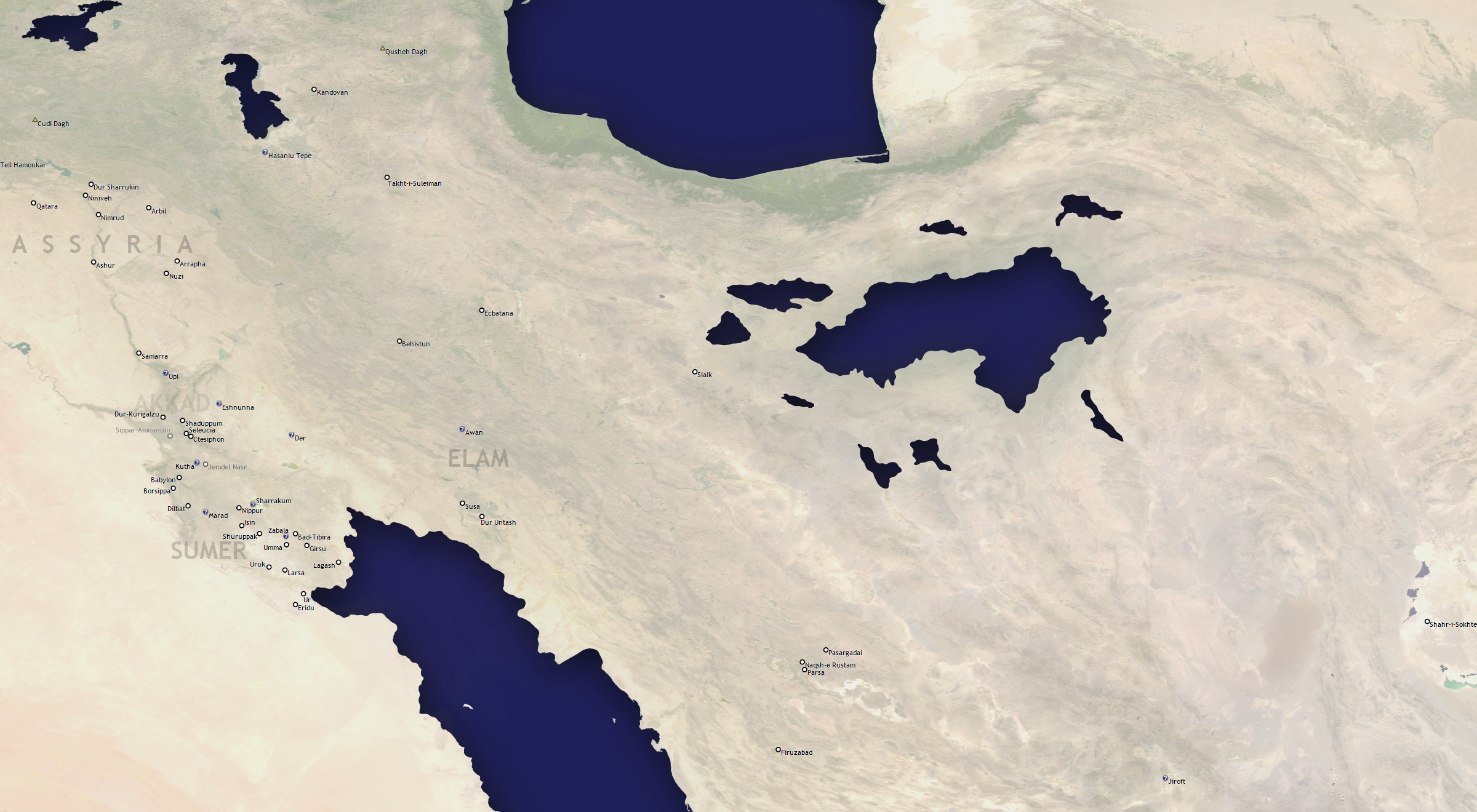
Mapa que muestra la ubicación aproximada de la región geográfica o núcleo de Asiria en lo que se conoce modernamente como Oriente Próximo

«Asiria» lleva el nombre de su primera capital, Assur. Esta a su vez se llamaba así por su deidad patrona, Ashur. Asiria también se conocía a veces como «Azuhinum», antes del surgimiento de la ciudad-Estado de Assur, después de lo cual se la llamaba Aššūrāyu. Asiria también es el nombre de la región geográfica de la patria asiria, equivalente aproximadamente al territorio del Imperio asirio antiguo, y la tierra de los modernos asirios cristianos de lengua aramea. Los expertos sugieren que Subartu puede haber sido un primer nombre de la Asiria propiamente dicha a lo largo del río Tigris, hasta la Alta Mesopotamia, aunque hay otras teorías que la ubican a veces un poco más al norte, al oeste o al este, en la zona fluvial del Tigris y el Éufrates.

## Asentamientos

### Ciudades capitales

#### Assur
Assur fue la capital de Asiria en los períodos 2025 a. C.-1754 a. C. y 1681 a. C.-1379 a. C. Los restos más antiguos de la ciudad fueron descubiertos en los cimientos del templo de Ishtar así como en el Palacio Viejo. Alrededor del 2025 a. C., Puzur-Assur I fundó una nueva dinastía y sus sucesores Ilushuma, Erishum I y Sargón I dejaron inscripciones sobre la construcción de templos en la ciudad dedicados a los dioses Ashur, Adad e Ishtar.
Assur se convirtió pronto en un centro comercial y había rutas que comunicaban la ciudad con Anatolia, donde los mercaderes de Assur establecieron colonias. Estas se llamaban karum y trataban principalmente con estaño y lana. En la ciudad de Assur se erigieron los primeros grandes templos al dios de la ciudad, Ashur, y al del dios del tiempo, Adad. Assur fue la capital del imperio de Shamshiadad I (1754 a. C.-1721 a. C.).
Este extendió el poder y la influencia de la ciudad más allá del valle del río Tigris y creó lo que algunos consideran el primer Imperio asirio. En este período se construyó el Gran Palacio Real y se amplió el templo de Ashur con un zigurat. Este imperio llegó a su fin cuando Hammurabi, el rey amorreo de Babilonia, incorporó la ciudad a su efímero imperio tras la muerte de Ishme-Dagan I en el año 1681 a. C.; los siguientes tres reyes asirios fueron considerados sus vasallos. Un rey llamado Adasi expulsó a los babilonios y amorreos de Assur y Asiria en general en 1720 a. C., sin embargo, se conoce poco de sus sucesores. Solamente se sabe que siglos más tarde se reanudó la actividad constructora, en tiempos del rey Puzur-Ashur III cuando la ciudad se volvió a fortificar y las defensas principales abarcaron por primera vez los barrios meridionales de la ciudad.
Se erigieron templos al dios lunar Sin y al dios solar Shamash en 1490 a. C. La ciudad fue subyugada por el rey de Mitanni, Shaushtatar, en 1450 a. C., que se llevó a su capital de Washukanni las puertas de oro y plata del templo. Ashur-uballit I conquistó Mitanni en 1365 a. C., lo que les permitió a los asirios adueñarse de la porción oriental del territorio de Mitanni, y luego también los territorios hititas, babilonios, amorreos y hurritas.

#### Shubat-Enlil
Shubat-Enlil fue la capital asiria entre los años 1754 a. C. y 1681 a. C. Shubat-Enlil se conocía por el nombre de Shejna en torno al 2000 a. C. La conquista de la región por Shamshi-Adad I de Asiria (hacia 1754 a. C.-1721 a. C.), dio nueva vida al lugar. Le cambió el nombre, otorgándole el de Shubat-Enlil, que significa «la residencia del dios Enlil» en idioma acadio.
Se construyó en ella un palacio real y una acrópolis de templo que comunicaba con la puerta de la ciudad mediante una calle pavimentada y recta. También había una zona residencial planificada y toda la ciudad estaba rodeada por una muralla. El rey asirio Adasi venció a los babilonios y los expulsó de Asiria, pero Shubat-Enlil nunca se volvió a ocupar y la capital asiria volvió a ser la tradicional, Assur.
Entre los muchos descubrimientos importantes que se han hecho en Šubat-Enlil está un archivo de mil cien tablillas cuneiformes de los señores de la ciudad. Datan aproximadamente del 1700 a. C. y registran los tratos con otros Estados mesopotámicos y el funcionamiento de la administración urbana. Šubat-Enlil fue abandonado hacia el 1681 a. C.

### Otras ciudades

#### Nínive
Nínive era una antigua ciudad asiria de la Alta Mesopotamia. La Nínive histórica aparece mencionada durante el reinado de Shamshiadad I, (aprox. 1754 a. C.-y 1721 a. C.), como centro de culto a la diosa Ishtar, al que debía su importancia inicial. La estatua de la diosa fue enviada al faraón egipcio Amenofis III —1386 a. C.-1349 a. C. — por orden del rey de los mitanni. La ciudad asiria de Ninâ fue vasalla de Mitanni durante medio siglo hasta aproximadamente el 1378 a. C.

#### Karum

Mapa que muestra Anatolia central durante el periodo kārum

Los mercaderes asirios habían establecido karum (en acadio: kārum «muelle, puerto, barrio comercial»; en plural, kārū, del sumerio kar, «fortificación portuaria» o «rompeolas») hacia el 1960 a. C.; eran pequeños asentamientos coloniales anejos a las ciudades de Anatolia que pagaban impuestos a los señores de estas. Entre ellos se encontraban Kanesh, Ankuwa y Ḫattuša. También había factorías más pequeñas que se llamaban mabartū. El número de karū y mabartū era probablemente alrededor de veinte. Las primeras referencias a karū provienen de las tablillas de Ebla; en particular, un visir conocido como Ebrium concluyó el primer tratado conocido por la arqueología, el denominado Tratado entre Ebla y Assur o Tratado de Ebla-Abarsal.
La moneda aún no se había inventado, por lo que los comerciantes asirios usaban oro para el comercio mayorista y plata para el minorista. El oro tenía ocho veces más valor que la plata. Pero había un metal, el amutum, que era incluso más valioso que el oro. Se cree que el amutum era el hierro, recién descubierto, y valía cuarenta veces más que la plata. La exportación más importante de Anatolia era el cobre y los mercaderes asirios vendían a su vez estaño y ropa a los habitantes de la región.

#### Karum Kanesh

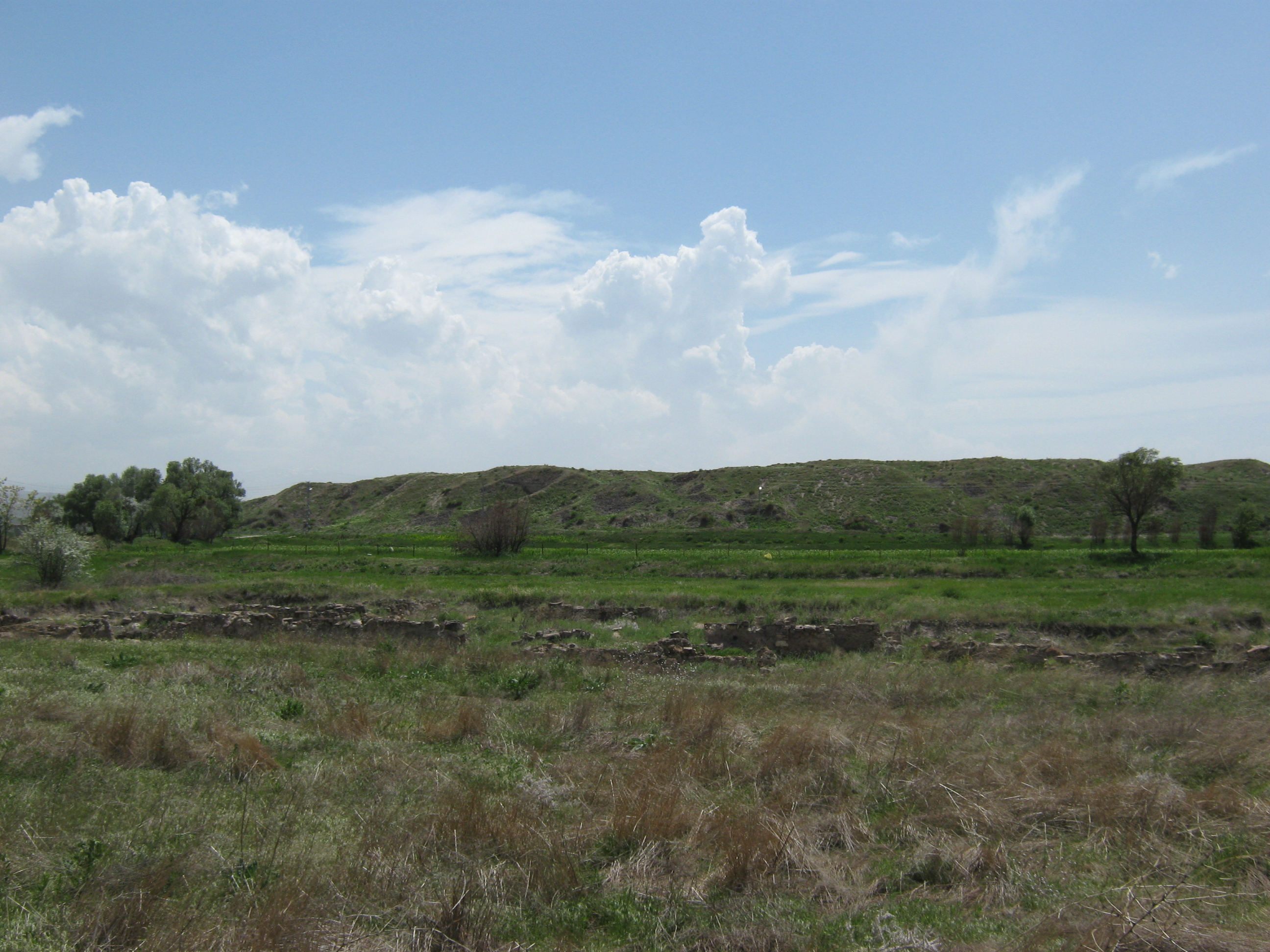
Vista desde la parte baja de la ciudad

Los mercaderes asirios establecieron un karum —muelle, puerto, distrito comercial— que se llamaba Karum Kanesh, que significa «ciudad colonia mercantil de Kanesh», en  idioma asirio desde el 1974 a. C.  al 1836 a. C.. El karum fue apartado por los funcionarios locales para que los primeros comerciantes asirios lo utilizaran sin pagar impuestos, siempre y cuando los bienes permanecieran dentro del karum. Kanesh parece haber servido como «el centro administrativo y de distribución de toda la red de colonia asiria en Anatolia». Este importante karum estuvo habitado por soldados y mercaderes de Asiria durante cientos de años, que cambiaron estaño y lanas locales por artículos de lujo, alimentos y especias y telas tejidas de la tierra asiria y de Elam. Los artesanos de Kanesh se especializaban en vasijas de barro con forma de animales que a menudo se usaban para rituales religiosos.
Kanesh fue destruido por un incendio en el 1836 a. C., que algunos atribuyeron a la conquista de la ciudad de Assur por los reyes de Ešnunna; pero Bryce indicaba que fue por culpa del ataque de Uhna. Los habitantes dejaron la mayoría de sus posesiones, que luego fueron encontradas por los arqueólogos modernos. Los hallazgos han incluido numerosas tabletas de arcilla cocida, algunas de las cuales estaban encerradas en sobres de arcilla sellados con sellos cilíndricos. Los documentos registran actividades comunes como el comercio entre la colonia asiria y el estado de la ciudad de Assur y entre los comerciantes asirios y la población local. El comercio fue administrado por familias en lugar de por el estado.
Los textos de Kültepe son los documentos más antiguos de Anatolia. A pesar de que están escritos en el antiguo asirio, los préstamos y nombres hititas en estos textos constituyen el registro más antiguo de cualquier idioma de la familia de lenguas indoeuropeas . La mayoría de la evidencia arqueológica es típica de Anatolia en lugar de Asiria, pero el uso de ambos, el cuneiforme y el dialecto, es la mejor indicación de la presencia asiria. Hasta la fecha, se han recuperado más de 20 000 tabletas cuneiformes de ese lugar.  La destrucción de Kaneš causada por el incendio fue tan enorme que no sobrevivió ningún resto de madera para los estudios dendrocronológicos.
Kanesh es el resultado de varios períodos estratigráficos superpuestos. Se construyeron nuevos edificios sobre los restos de los períodos anteriores; por lo tanto, hay una estratigrafía profunda desde los tiempos prehistóricos hasta el período hitita temprano. Kaneš fue reconstruido sobre las ruinas de la antigua y nuevamente se convirtió en un próspero centro comercial en el 1798 a. C.-1740 a. C.. Este oficio estaba bajo el control de Ishme-Dagan I —hacia 1721 a. C.-1681 a. C.—, quien asumió el control de Assur cuando su padre, Shamshiadad I  —1754 a. C.-hacia 1721 a. C.—, conquistó Ekallatum y Assur. Kanesh fue nuevamente destruido por el fuego, que algunos atribuyen el segundo incendio de Kanesh a la caída de Assur, a otros reyes cercanos, y finalmente a Hammurabi de Babilonia —hacia 1696 a. C.-hacia 1654 a. C.—.

#### Ankuwa
Ankuwa era un antiguo  Hattian y asentamiento hitita en Anatolia central. Junto con Hattusa y Katapa, Ankuwa era una de las ciudades capitales de las cuales reinaban los reyes hititas. Viajando desde Hattusa, el séquito real llegaba a Imralla en una noche, a Hobigassa en dos y Ankuwa en la tercera. Ankuwa ha sido vinculado a la actual Ankara por razones etimológicas, pero se han descubierto fuentes hititas para colocar el asentamiento a lo largo de la curva sur del río Kizilirmak. Alişar Hüyük, que también se ha sugerido como ubicación, es un lugar arqueológico cerca de la actual aldea de Alişar. Alişar Hüyük estuvo ocupado desde la Edad del Cobre —5000 a. C.-3300 a. C.— después de la Edad del Bronce (hacia el año 3300 a. C.-c. 1200 a. C.). Varias tablas cuneiformes de la era hitita escritas en la escritura cuneiforme del antiguo asirio,  tipo-Capadocia, se encontraron aquí. La mención en esas tablillas de Ankuwa ha causado la especulación de que el sitio arqueológico es el Ankuwa mencionado en otros textos hititas.
A unos doce kilómetros al noroeste de Alişar Hüyük hay otro sitio arqueológico importante llamado Çadır Höyük. Los excavadores de Çadır Höyük han identificado este sitio, con ciertas reservas, con la ciudad hitita de Zippalanda. La evidencia del primer asentamiento conocido en Çadır Höyük se consiguió mediante la técnica del Carbono-14 que ha datado el lugar en la Edad del Cobre (hacia 5000 a. C.- 3300 a. C.); sin embargo, la ocupación bien puede ser anterior a esa época y remontarse a la Nueva Edad de Piedra (hacia 5500 a. C.). Çadır Höyük parece que floreció durante la Edad del Bronce Medio (hacia 2100 a. C.-1550 a. C.) y Edad de Bronce tardío (aproximadamente 1550 a. C.-hacia 1200 a. C.). Este sitio fue excavado desde 1927 hasta 1932 por un equipo del Instituto Oriental de Chicago; la excavación se reanudó en 1992 dirigida por Ronald Gorny como parte del Proyecto Regional de Alişar, aunque la mayor parte del trabajo se ha realizado en la cercana Çadır Höyük.

#### Hattusa
Hattusa fue la capital del  Imperio hitita a finales de la Edad del Bronce. Sus ruinas se encuentran cerca de Boğazkale, dentro del gran circuito del río Kızılırmak. En su apogeo, la ciudad cubría 1,8 km² y comprendía una parte interna y otra externa, ambas rodeadas por una muralla masiva y todavía visible, de muros erigidos durante el reinado de Suppiluliuma I. La ciudad interior cubría un área de unos 0.8 km² y estaba ocupada por una ciudadela con grandes edificios administrativos y templos.
El paisaje que rodeaba la ciudad incluía ricos campos agrícolas y tierras montañosas para pastos y bosques. Todavía se encuentran bosques más pequeños fuera de la ciudad, pero en la antigüedad estaban mucho más extendidos. Esto significó que los habitantes tenían un suministro excelente de madera para construir sus casas y otras estructuras. Los campos proporcionaron a las personas una cosecha de subsistencia de trigo, cebada y lentejas. El lino también se cosechaba, pero su principal fuente de ropa era la lana. También cazaban ciervos en el bosque pero este era, probablemente, un lujo reservado para la nobleza. Los animales domésticos proporcionaban los suministros de carne.
Los primeros rastros de asentamiento en el sitio son del 6000 a. C. al 2000 a. C. Se estableció un asentamiento de personas aparentemente autóctonas de Hatti en sitios que habían sido ocupados incluso antes y que se referían al lugar como Hattush. Los comerciantes de Assur en Asiria establecieron un puesto comercial aquí, estableciéndose en su propio barrio de la ciudad en 1900 a. C.-1700 a. C.. El centro de su red comercial estaba ubicado en Karum Kanesh. Las negociaciones comerciales requerían el mantenimiento de registros: la red comercial de Assur introdujo la escritura en Hattusa en forma de escritura cuneiforme.
Una capa carbonizada aparecida en las excavaciones atestigua el incendio y la ruina de la ciudad de Hattusa en el año 1700 a. C.. El responsable parece que fue el rey Anitta de Kussara, quien se atribuyó el mérito del acto y erigió una maldición escrita como buena medida:

¡Quien después de mí se convierta en rey reasentado en Hattusas, deje que el trueno del Dios de los Cielos lo golpee!.

Sólo una generación más tarde, un rey de habla hitita eligió el sitio como su residencia y capital. El idioma hitita había estado ganando hablantes a expensas del idioma hatty durante algún tiempo. Hattic Hattus, que se convirtió en Hittite Hattusa, tomó el nombre de Hattusili I, el «Primero de Hattusa»".
Las estimaciones modernas sitúan a la población de la ciudad entre 40 000 y 50 000 habitantes como máximo. En el período inicial, el centro de la ciudad albergaba un tercio de ese número. Las viviendas construidas con madera y ladrillos de barro han desaparecido y dejaron solo las paredes de templos y palacios construidas en piedra. Las excavaciones sugieren que Hattusa fue abandonada gradualmente durante un período de varias décadas a medida que el imperio hitita se desintegraba. Uno de los descubrimientos más importantes fue el archivo real cuneiforme de tablillas de arcilla, que consiste en correspondencia oficial y contratos así como códigos legales, procedimientos para la ceremonia de culto, profecías  oraculares y literatura del antiguo Oriente Próximo. Las 30 000 tabletas de arcilla recuperadas de Ḫattuša forman el corpus principal de la literatura hitita.

## Gobierno
Alrededor de 2400 a. C., los reyes asirios eran líderes pastorales y, como muchas naciones en la historia de Mesopotamia, Asiria fue en gran medida una oligarquía en lugar de una monarquía. Se consideraba que la autoridad recaía en Assur y el sistema político tenía tres centros principales de poder: una «asamblea de ancianos», un «gobernante hereditario» y un epónimo.

### El šarrum
El gobernante no debía ser llamado con el término acadio usual para «rey» —sharrum—; eso era reservado para la deidad patrona de la ciudad: Ashur.!!

### El išši'ak Aššur
El gobernante fue designado como «el mayordomo de Ashur» —išši'ak aššur— donde el término «mayordomo» se toma prestado del ensí sumerio. Ensí es un título en lengua sumeria que designa al gobernante o príncipe de una ciudad-estado. El «išši'ak Aššur» presidía la asamblea y llevaba a cabo sus decisiones. Los sucesores de Puzur-Ashur I llevaban el título de išši'ak Aššur, vice-regente de la deidad patrona de la ciudad, Ashur, así como ensi. La institución del epónimo y la fórmula iššiak Aššur persistieron como vestigios ceremoniales de este sistema temprano a lo largo de la historia de la monarquía asiria.

### El limmu
El limmu se elegía anualmente por sorteo y, aunque era elegido por sorteo, lo más probable es que el limu fuese perteneciente a un grupo limitado, como los hombres de las familias más prominentes o quizás los miembros de la asamblea de la ciudad. Los asirios usaron el nombre del «limmu» para ese año para designar el año en documentos oficiales. El limmu era responsable de la administración económica de la ciudad, que incluía el poder de detener a personas y confiscar propiedades. Al comienzo del reinado de un rey asirio, el limmu, un funcionario real designado, presidía el festival de Año Nuevo en la capital.

### Sistema de datación por epónimos
El sistema de datación por epónimos fue un sistema de calendario para Asiria durante un período de más de mil años. Cada año se asociaba con el nombre, un epónimo, de «el limmu», la oficina de celebración individual. Se cree que el sistema de citas se originó en la antigua ciudad de Assur y se mantuvo como el sistema oficial de citas en Asiria hasta el final del Imperio Neoasirio en 605 a. C.. Los nombres de las limmu que se convirtieron en epónimos fueron elegidos por sorteo hasta el 1000 a. C. que se convirtió en una rotación fija de oficiales encabezados por el rey que se constituía el limmu. Los primeros testimonios conocidos de epónimos de un año se encuentran en Karum Kanesh y se utilizaron en otras colonias asirias en Anatolia. Su propagación se debió a Shamshiadad en la época de unificación de la Alta Mesopotamia, hacia 1754.

## Cultura

### Arte

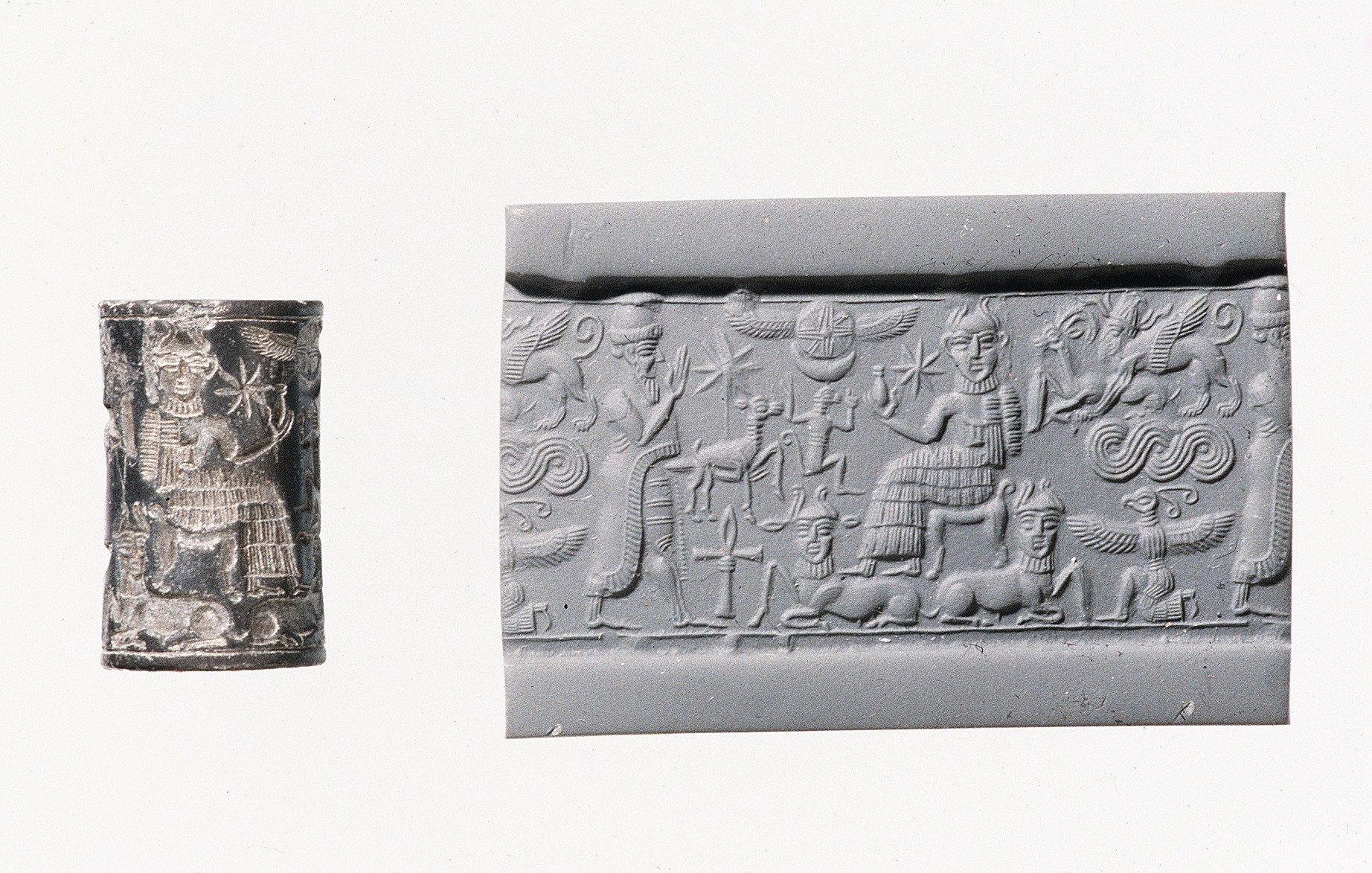
Sello cilíndrico y su impronta moderna; en él se representa a un adorador real ante la deidad en un trono, y debajo de ella un toro con cabeza humana.

No abundan las muestras artísticas de este periodo. En arte estatuario destaca una figura localizada cerca de la entrada sur del gran patio sureste del templo de Assur. Se trata de una estatua sedente de tamaño inferior  al natural, de alabastro, muy erosionada y a la que le falta la cabeza. Por las inscripciones parece  representar  a  Erishum I.. Aparte de algunos objetos desenterrados de las tumbas de ricos mercaderes de Assur, el arte del antiguo imperio asirio se conoce principalmente por las impresiones de los sellos cilíndricos dejados en las tablillas de los mercaderes localizados en la ciudad de Kanesh. 
Entre el vasto corpus de impresiones de sellos cilíndricos hay cinco sellos de reyes. El más antiguo es el sello en el que lleva una inscripción de Sulili como rey. Representa a un gobernante triunfante en la tradición de los reyes de Akkad, Ur III y el periodo de Isin-Larsa. Los otros sellos reales son escenas de presentación habituales en Mesopotamia en este periodo, a primera vista, parece una escena que muestra a una diosa dirigiendo a un individuo en oración a una deidad sentada en un trono, con la peculiaridad de que aquí hay otra deidad intercesora detrás de la figura principal, lo cual es inusual en este tipo de escenas. Los demás sellos de las tablillas de Kanesh (casi 300) podrían ser clasificados siguiendo el criterio de Lassen en dos categorías principales: 
- Un estilo "OA 1" (Antiguo Asirio Clásico). No se han encontrado cilindros de sello reales en este subestilo  y  el grupo está documentado sólo a través de impresiones de sellos. Se caracterizan por figuras alargadas y estilizadas con representaciones simplificadas de las extremidades y los rasgos faciales. Son escenas de presentación real (la figura real entronizada es entonces probablemente el dios Assur), con la particularidad de que la diosa intercesora no toma de la mano al orador. Entre los motivos que acompañan a estas escenas, el altar en forma de toro se repite a menudo y parece ser una característica de este estilo; posteriormente, el altar en forma de toro se convierte a menudo en el motivo principal, un objeto de devoción, a veces en forma de montaña de cuatro patas coronada por cuernos de toro; en un caso se trata de un sello atribuido por su inscripción al dios Assur, lo que implica que el altar representa a esta divinidad. Más de la mitad de estos sellos tienen inscripciones, y en su mayoría pertenecen a hombres asirios y probablemente fueron grabados en Asur o en un estilo asirio.[25]

- Un estilo "OA 2" (Antiguo Asirio-capacodio). Se han localizado cilindros de sellos de este estilo. Son sellos más pequeños que el estilo anterior con representaciones más estilizadas y angulares. El tema también suele incluir escenas de presentación real, pero acompañadas de una segunda escena secundaria de animales, humanos o deidades. Los nuevos temas primarios que aparecen en este estilo son escenas de culto en las que las figuras se sitúan ante una deidad, símbolos divinos o escenas de vehículos con ruedas. La influencia anatolia es más fuerte aquí que en el otro estilo con la inclusión de pájaros o hileras de animales. Algunos de estos sellos son muy similares, lo que parece indicar una producción "en masa". Rara vez están inscritos y cuando es posible identificar a sus propietarios se trata habitualmente de asirios pero también hay de procedencia anatolia.[26]

En arte funerario entre los enterramientos de la época descubiertos en Assur, destaca la "tumba n° 20". Situada al este de la zona del doble templo de Anu y Adad. Es una fosa simple y rectangular, de unos 1,9 m. x 1,3 m. El material funerario es muy rico. Incluye vajilla de cerámica, cobre y bronce, armas (daga, punta de lanza) y, sobre todo, joyas y adornos: cuatro diademas, pendientes, anillos y otros adornos de todos de oro así piedras semipreciosas tales como collares, pequeñas figuras de animales de plomo y bronce, sellos cilíndricos, etc. Algunos de los objetos dan testimonio de los contactos con la cultura anatolia por su aspecto.

Objetos de la tumba número 20. Museo de Pérgamo
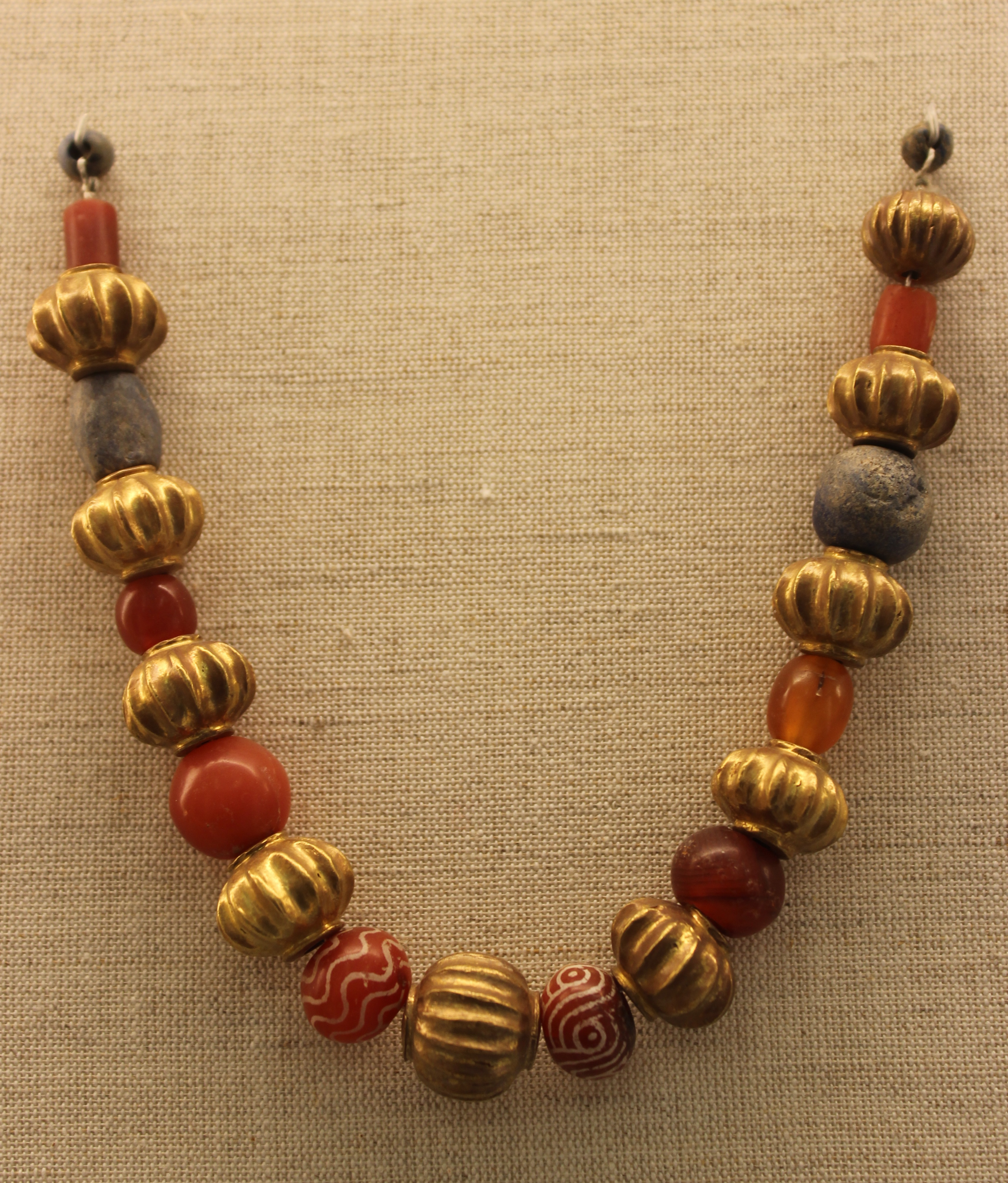
Collar de oro con piedras semipreciosas (cornalina, lapislázuli, ágata y cristal de roca).
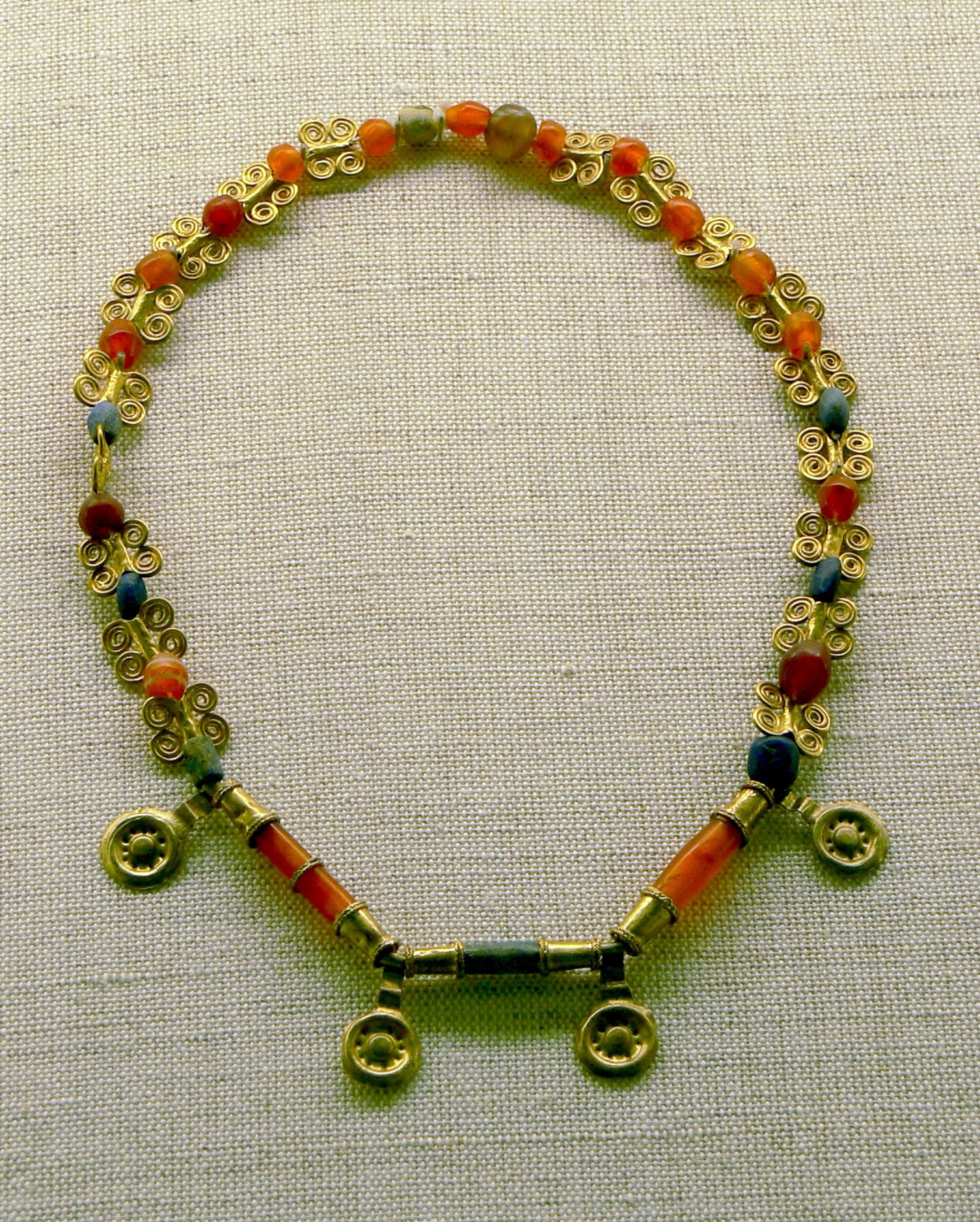
Collar de oro con piedras semipreciosas (cornalina, lapislázuli y ágata).
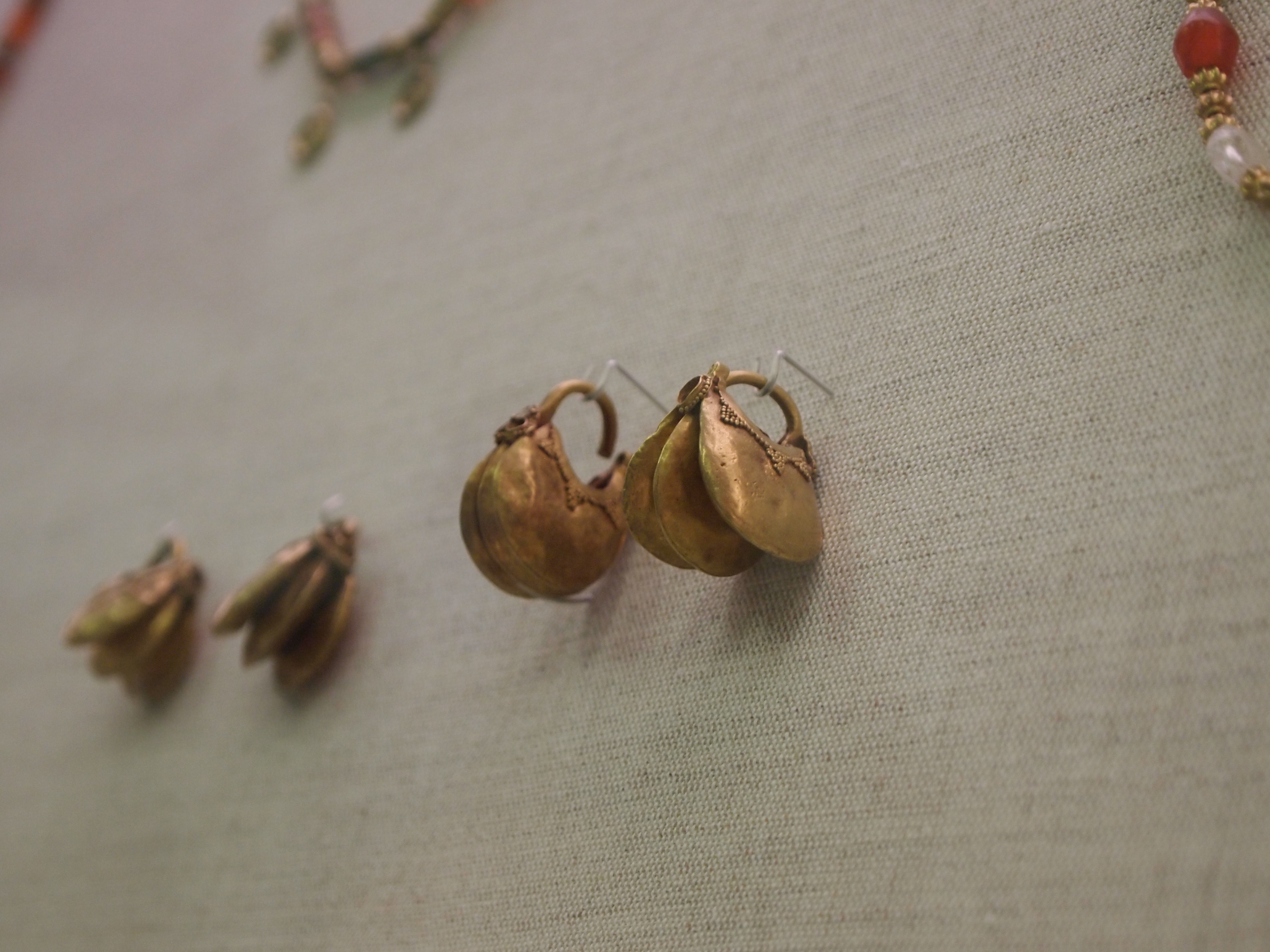
Pendientes de oro.

### Idioma
Hay una gran simbiosis cultural muy íntima desarrollada entre el pueblo sumerio y el Imperio acadio que incluyó el bilingüismo generalizado en 2400 a. C.. La influencia del sumerio en el acadio —y viceversa— es evidente en todas las áreas, desde la apropiación del léxico a gran escala hasta la convergencia sintáctica, morfológica y fonológica. Esto ha llevado a los estudiosos a referirse al sumerio y al acadio en  2400 a. C. como una federación o área de idiomas. El idioma acadio gradualmente reemplazó al sumerio como el lenguaje hablado de Mesopotamia entre el 2400 a. C. y el 2000 a. C. —la datación exacta es una cuestión de debate—, pero el sumerio continuó siendo utilizado como un lenguaje sagrado, ceremonial, literario y científico. En la antigüedad, los asirios hablaban un dialecto de la lengua acadia, una rama oriental de las lenguas semíticas. Las primeras inscripciones, llamadas Old Asyrian (OA), se hicieron en el antiguo período asirio.

#### Escritura
La escritura cuneiforme es uno de los primeros sistemas de escritura que se distingue por sus marcas en forma de cuña en las  tablillas de barro, hechas por medio de una lengüeta roma para usarla como un lápiz. La escritura cuneiforme apareció en Sumeria en el año 3500 a. C.. y  comenzó como un sistema de pictogramas. Alrededor de 3000 a. C., las representaciones pictóricas se simplificaron y se hicieron más abstractas a medida que el número de caracteres en uso se hacía más pequeño. La escritura sumeria original fue adaptada por la escritura de las lenguas acadia, asiria e hitita.
La secuencia de comandos cuneiforme experimentó cambios considerables durante un período de más de dos milenios. En la imagen que se muestra a continuación se  observa el desarrollo del signo SAG «cabeza» (Borger nr. 184, U + 12295 𒊕 ).
Evolución del signo cuneiforme SAG "cabeza", 3000-1000 a. C.
Etapas:
1. Muestra el pictograma tal como fue dibujado en el año 3.000 a. C.
2. Muestra el pictograma girado como está escrito en 2800 a. C.
3. Muestra el glifo abstraído en inscripciones monumentales arcaicas, desde el 2600 a. C.
4. Es el signo, escrito en arcilla, contemporáneo a la etapa 3.
5. Representa el año 2000 a. C.
6. Representa el antiguo ductus asirio de  1990 a. C., como lo adoptó  el hitita.
7. Es el signo simplificado tal como lo escribieron los escribas asirios en 1000 a. C., y hasta la extinción del guion.

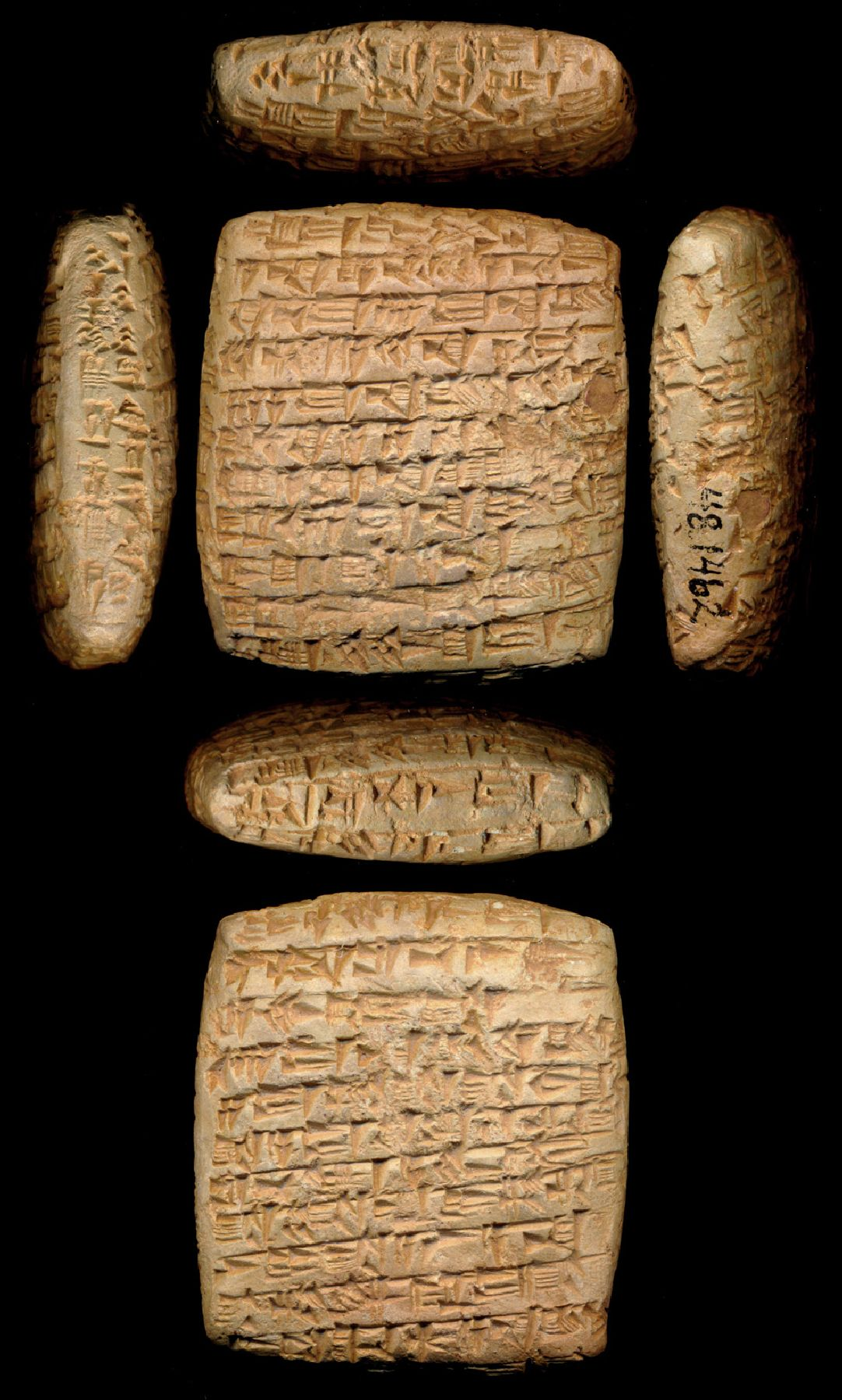
Alrededor de 20,000 tabletas de arcilla se encontraron en el sitio de Karum Kanesh. Un hallazgo tan grande indica que la ciudad tenía un amplio barrio comercial, donde vivían y operaban comerciantes extranjeros asirios. Enviado desde Itur-ili en Asiria a Ennam-Ashur en Karum Kanesh, esta carta se refiere al importante comercio de metales preciosos. Itur-ili, el socio principal, le ofrece sabias palabras de consejo a Ennam-Ashur: ¡Esto es importante, ningún hombre deshonesto debe engañarte! ¡Así que no te rindas para beber! 1850 a. C.-c. 1700 a. C. (antiguo asirio)

Los primeros documentos escritos inequívocamente en sumerio están fechados en 3000 a. C. en el Período Yemdet Nasr. Originalmente, los pictogramas se dibujaban en tabletas de arcilla en columnas verticales con una aguja de caña afilada o incisión en piedra. Este estilo inicial carecía de la forma de cuña característica de los trazos. Ciertos signos para indicar nombres de dioses, países, ciudades, vasijas, pájaros, árboles, etc., se conocen como determinantes, y fueron los signos sumerios de los términos en cuestión, agregados como una guía para el lector. Los nombres propios se escribían usualmente en forma puramente «logográfica».
La escritura cuneiforme arcaica fue adoptada por el Imperio acadio desde el 2500 a. C., y en 2000 a. C. se había convertido en «cuneiforme asirio antiguo», con muchas modificaciones a la ortografía sumeria. Las lenguas semíticas empleaban equivalentes para muchos signos que se distorsionaban o abreviaban para representar nuevos valores porque la naturaleza silábica del guion refinado por los sumerios no era intuitiva para los hablantes semíticos.
En esta etapa los primeros pictogramas se redujeron a un alto nivel de abstracción, y se componían de solo cinco formas de cuña básicas: horizontal, vertical, dos diagonales y el Winkelhaken impresionado verticalmente por la incisión de la punta del lápiz. Los signos ejemplares de estas cuñas básicas son
- AŠ (B001, U + 12038) 𒀸 : horizontal;
- DIŠ (B748, U + 12079) 𒁹 : vertical;
- GE 23, DIŠ tenû (B575, U + 12039) 𒀹 : diagonal hacia abajo;
- GE 22 (B647, U + 1203A) 𒀺 : diagonal hacia arriba;
- U (B661, U + 1230B) the : el Winkelhaken .

Excepto por el Winkelhaken que no tiene cola, la longitud de las colas de las cuñas podría variar según sea necesario para la composición del letrero.
Los signos inclinados unos 45 grados se llaman tenû en acadio, por lo que DIŠ es una cuña vertical y DIŠ tenû una diagonal. Si un signo se modifica con cuñas adicionales se llama gunû o «gunificación»; si los signos se cruzan con Winkelhaken adicional se llaman šešig; si los signos se modifican mediante la eliminación de una cuña o cuñas, se llaman nutillu KAxGUR 7 (𒅬) ; el signo KA (𒅗) era un marcador compuesto sumerio, y aparece frecuentemente en ligaduras que encierran otros signos. «GUR 7» es en sí mismo una ligadura de SÍG.AḪ.ME.U, que significa «amontonar», «montón de grano» (Akkadian kamāru; karû ).
Los signos «típicos» suelen oscilar entre cinco y diez cuñas mientras que las ligaduras complejas pueden constar de veinte o más aunque no siempre está claro si una ligadura debe considerarse un solo signo o dos signos intercalados pero distintos; la ligadura «KAxGUR7» consiste en 31 golpes. La mayoría de las adaptaciones posteriores de la escritura cuneiforme sumeria conservaron al menos algunos aspectos de la escritura sumeriaanterior. Los escritos acadios incluían símbolos fonéticos del silabario sumerio junto con logogramas que se leían como palabras completas. Muchos signos eran polivalentes y tenían un significado silábico y logográfico. La complejidad del sistema tiene un parecido con el japonés antiguo, escrito en un guion derivado de chino, donde algunos de estos sinogramas se usaban como logogramas y otros como caracteres fonéticos.
Este método mixto de escritura continuó durante todo el «Antiguo Período asirio», aunque hubo períodos en que el «purismo» estuvo de moda y hubo una tendencia más marcada a deletrear las palabras laboriosamente en lugar de utilizar signos con un complemento fonético. La escritura cuneiforme hitita es una adaptación del antiguo cuneiforme asirio del año 1800 a. C. a la lengua hitita. Cuando el guion cuneiforme se adaptó a la escritura hitita, se agregó al guion una capa de deletreos logográficos acadios, por lo que ahora se desconocen las pronunciaciones de muchas palabras hititas que convencionalmente se escribían con logogramas. La complejidad del sistema provocó el desarrollo de varias versiones simplificadas del texto. La antigua escritura cuneiforme persa se escribió como un semi-alfabeto silábico, utilizando muchos menos trazos de cuña que los utilizados por los asirios junto con un grupo de logogramas para palabras frecuentes como «dios» y «rey».

### Religión
Los asirios, al igual que el resto de los pueblos de Mesopotamia, siguieron la antigua religión de Mesopotamia, con el dios nacional Assur al que le daban un lugar de honor a la cabeza del Imperio Asirio Antiguo. Otros dioses importantes dentro del panteón del Imperio Asirio Antiguo fueron: Ishtar, Adad, Sin, Ninurta, Nergal y Ninlil. La arquitectura asiria, como la de Babilonia, estuvo influenciada por los estilos sumero-acadios y hasta cierto punto, Mitanni. Pero desde el principio desarrolló su propio estilo distintivo. Los palacios lucían decoraciones coloridas de pared y el corte de sellos, un arte aprendido de Mittani que se desarrolló rápidamente. Las escuelas de los escribas enseñaban los dialectos de Babilonia y Asiria del idioma acadio y las obras literarias sumerias y acadias a menudo se copiaban con un sabor asirio.

#### Deidades

##### Ashur
Ashur era el dios del panteón asirio en la religión de Mesopotamia, adorado principalmente en la Alta Mesopotamia que constituía la antigua Asiria. Ashur era una forma deificada de la ciudad de Assur, que data del 2600 a. C. y fue la capital del antiguo imperio asirio. Durante los diversos períodos de la conquista asiria, como el Imperio mesopotámico superior de Shamshi-Adad I (hacia 1754 a. C.-hacia 1721 a. C.), la propaganda asiria imperial proclamó la supremacía de Ashur y declaró que los pueblos conquistados habían sido abandonados por sus dioses. Ashur originalmente no tenía una familia, pero como el culto cayó bajo la influencia de la Baja Mesopotamia, llegó a ser considerado como el equivalente asirio de Enlil, el dios principal de Nippur, que era el dios más importante del panteón de la Baja Mesopotamia desde el 2990 a. C. hasta que Hammurabi de Babilonia (hacia 1696 a. C.-1654 a. C.) fundó el Imperio paleobabilónico, después de lo cual Marduk reemplazó a Enlil como el dios principal de la Baja Mesopotamia. En la Alta Mesopotamia, Asur adoptó a la esposa de Enlil, Ninlil, y sus hijos, Ninurta y Zababa; este proceso comenzó  en 1390 a. C.
Los símbolos de Ashur incluyen:
1. Un disco alado con cuernos, que encierra cuatro círculos que giran alrededor de un círculo central; unos rayos ondulantes caen desde cualquier lado del disco.
2. Un círculo o rueda, suspendido de alas, y que encierra a un guerrero que dibuja su arco para descargar una flecha.
3. El mismo círculo; el arco del guerrero; sin embargo, es llevado en su mano izquierda, mientras que la mano derecha está levantada como para bendecir a sus adoradores. Un estándar asirio, que probablemente representaba la columna mundial, tiene el disco montado en la cabeza de un toro con cuernos. La parte superior del disco está ocupada por un guerrero, cuya cabeza, parte de su arco y la punta de su flecha sobresalen del círculo. Los rayos ondulantes del agua tienen forma de V, y dos toros, pisando rayos similares al río, ocupan las divisiones así formadas. También hay dos cabezas, una de león y otra de hombre, con la boca abierta,Ríos Tigris y Éufrates . Jastrow considera el disco alado como «el símbolo más puro y genuino de Ashur como una deidad solar». Él lo llama, un disco solar con rayos que sobresalen, y dice: a este símbolo se le agregó el guerrero con arco y flecha. Una desespiritualización que refleja el espíritu marcial del imperio asirio.[31]

##### Adad
Adad era el dios del clima en la antigua religión de Mesopotamia. En algunos textos, Adad era a veces hijo de la diosa luna Sin por Ningal y hermano de Shamash e Ishtar. Él también es ocasionalmente hijo de Enlil. La consorte de Adad era Shala, una diosa del grano, que también a veces se asocia con el dios Dagana. El animal especial de Adad es el toro.
Adad presenta dos aspectos en los himnos, conjuros e inscripciones votivas. Por un lado, él es el dios que, al traer la lluvia a su debido tiempo, hace que la tierra se vuelva fértil y, por otro lado, las tormentas que él envía causan estragos y destrucción. Él está representado en monumentos y sellos cilíndricos (a veces con un casco con cuernos) con el rayo y este, a veces, representado en forma de una lanza, y en los himnos predominan los aspectos sombríos del dios en general. Su asociación con el dios del sol, Shamash, debido a la combinación natural de las dos deidades que se alternan en el control de la naturaleza, lleva a imbuirlo de algunos de los rasgos que pertenecen a una deidad solar. Shamash y Adad se convirtieron en la combinación de los dioses de los oráculos y de la adivinación en general.

## Historia

### Dinastía de Puzur-Ashur I

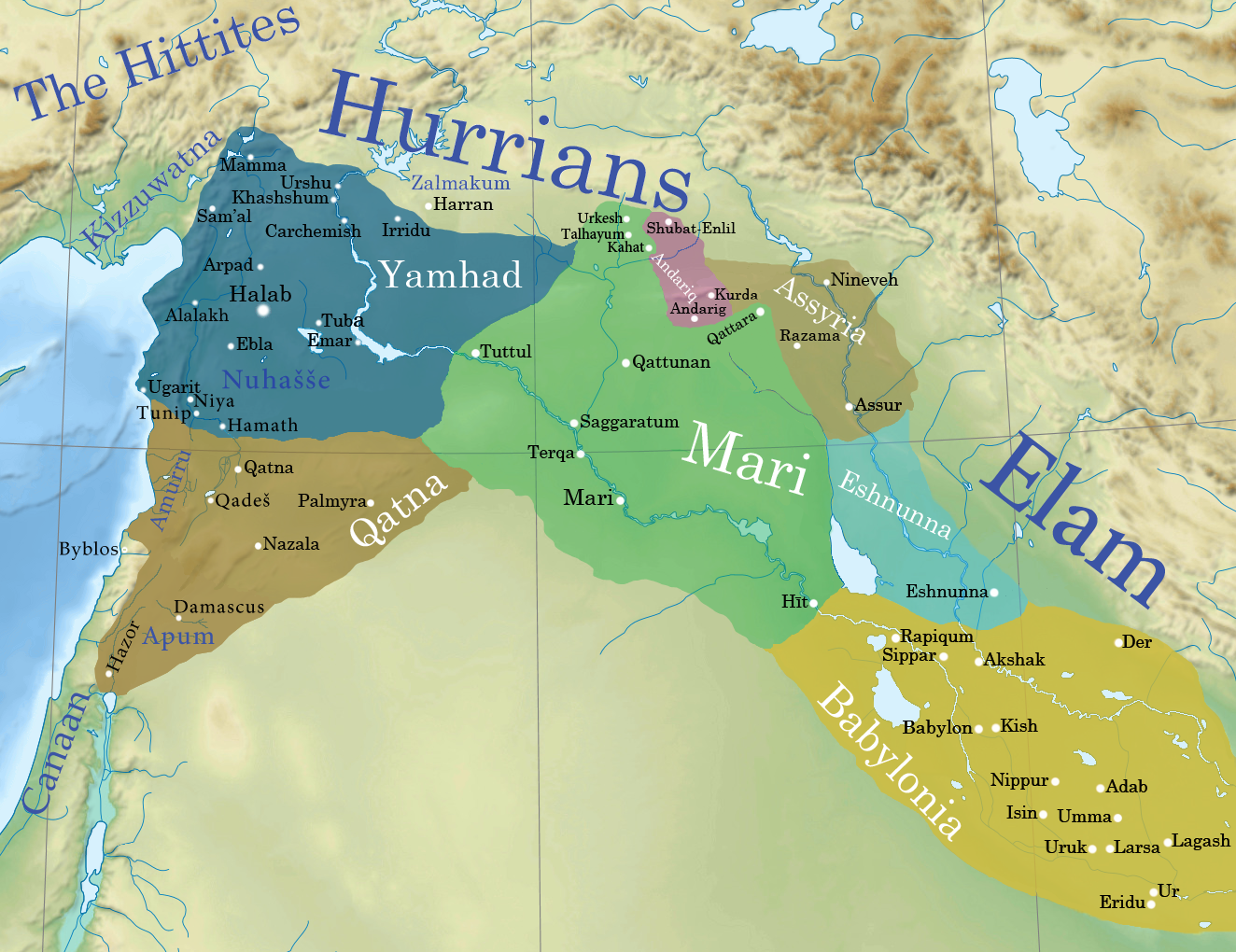
Mapa que muestra la situación política alrededor de Asiria (verde oliva) cerca de las otras grandes potencias contemporáneas de la región como: Babilonia, Mari, Eshnunna, Andarig, Yamhad y Qatna antes de las conquistas de Shamshi-Adad I (hacia 1754 a. C.-1721 a. C.)

Se especulaba que Puzur-Assur I (hacia 2025 a. C.)  derrocó a Kikkia y fundó una dinastía asiria que sobrevivió durante ocho generaciones (o 216 años) hasta que Erishum II fue derrocado por los amorreos de Shamshiadad I. Los descendientes de Puzur-Ashur I dejaron inscripciones que lo mencionaban con respecto a la construcción de templos para dioses como Ashur, Adad e Ishtar en Asiria. La duración del reinado de Puzur-Ashur I es desconocida. Puzur-Ar I es claramente el nombre asirio que significa «sirviente de Ashur» que lo distinguía de sus tres predecesores inmediatos en la  «Lista de reyes asirios», que posiblemente llevaba nombres no semíticos, y de los primeros, llamados "reyes antepasados" amorreos. (también traducible como Reyes cuyos padres son conocidos, a menudo interpretada como una lista de los antepasados de Shamshi-Adad. Hildegard Levy, escribió en The Cambridge Ancient History y rechazó esta interpretación y veía a Puzur-Ashur I como parte de una dinastía más larga iniciada por uno de sus predecesores, Sulili. Las inscripciones vinculan a Puzur-Ashur I con sus sucesores inmediatos, que, según la «Lista de reyes asirios», están relacionados con los siguientes reyes hasta Erishum II.
Shalim-akhe (hacia 2025 a. C.-c. 1995 a. C.), hijo y sucesor de Puzur-Ashur I, es el primer gobernante independiente a ser atestiguado en una inscripción contemporánea. Tallado como un curioso personaje arcaico, con  escritura en espejo del antiguo asirio en un bloque de alabastro encontrado durante las excavaciones alemanas en Assur bajo la dirección de Walter Andrae, este único ejemplar de sus inscripciones contemporáneas registra que el dios Ashur le pidió la construcción de un templo y que tenía cubas de cerveza y área de almacenamiento construidas en el área del templo. Gobernó durante un período en el que las nacientes compañías mercantiles asirias se ramificaban en Anatolia para comerciar con textiles y estaño de Assur, que cambiaban por plata. [24] Shalim-akhe y sus sucesores llevaban el título de išši'ak aššur, vice regente de Assur, así como ensí.
Ilushuma, inscrito como DINGIR-šum-ma (desde 1945 a. C.-hasta 1906 a. C.), hijo y sucesor de Shalim-ahum, es conocido por sus inscripciones existente en varias copias donde dice haber lavado el cobre y establecido la libertad para los acadios en las ciudades-estado sumerias de Ur, Nippur y Der. Esto ha sido tomado por algunos estudiosos para insinuar que hizo campañas militares en el sur de Mesopotamia para aliviar a sus compatriotas mesopotámicos de las invasiones de amoritas y elamitas. Sin embargo, el historiador Trolle Larsen sugirió que estas actuaciones fueron un intento de atraer a los comerciantes del sur de Assur con privilegios fiscales y exenciones para monopolizar el intercambio de cobre del golfo por el estaño del este. Por lo tanto, las ciudades citadas son las tres principales rutas de caravanas por las que las mercancías viajaron en lugar de hacerlo por las rutas de campaña para el rey. Sus actividades de construcción incluyeron la edificación del antiguo templo de Ishtar así como una muralla de la ciudad.
Erishum I (inscrito como me-ri-šu o mAPIN-ìš en textos posteriores pero siempre con una «i» inicial en su propio sello, en sus inscripciones, y en las de sus sucesores inmediatos, como él ha deseado, (c.1906 a. C.-c.1876 a. C.), hijo y sucesor de Ilu-shuma, expandió vigorosamente las colonias asirias en Asia Menor durante su largo reinado. Fue durante su reinado que se establecieron karums a lo largo de las rutas comerciales hacia Anatolia en la ciudad baja de Kanesh, Amkuwa, Hattusa y otros dieciocho lugares aún por identificar, algunos warbatums designados, satélites de y subordinados a los karums. Los mercados comerciaban estaño, textiles, lapislázuli, hierro, antimonio, cobre, bronce, lana y grano. Sus numerosas inscripciones contemporáneas conmemoran su construcción del templo de Assur, llamado "Toro Salvaje", con su patio. Las otras construcciones cívicas de Erishum I incluyen los templos de Ishtar y el de Adad.
Ikunum (C. 1876 a. C.-C. 1861 a. C.), hijo y sucesor de  Erishum I, construyó un gran templo para el dios Ningal. Él fortaleció aún más las fortificaciones de la ciudad de Assur y mantuvo las colonias de Asiria en Asia Menor. Los siguientes son los dieciséis funcionarios limmu anuales desde el año de la adhesión de Ikunum hasta su muerte: Buzi hijo de Adad-rabi (c 1876), Shuli hijo de Shalmah (c 1875), Iddin-Suen hijo de Shalmah (c 1874), Ikunum hijo de Shudaya (c. 1873), Dan-Wer hijo de Ahu -ahi (c.1872), Shu-Anum de Nerabtim (c.1871), Il-massu hijo de Ashur-tab (c.1870), Shu-Hubur hijo de Shuli (c.1869), Idua hijo de Shulili ( c.1868), Laqip hijo de Puzur-Laba (c.1867), Shu-Anum el hapirum (c.1866), Uku hijo de Bila (c.1865), Ashur-malik hijo de Panaka (c.1864), Dan-Ashur, hijo de Puzur-Wer (c.1863), Shu-Kubum, hijo de Ahu-ahi (c.1862), irlandés hijo de Iddin-Ashur (c.1861).
Sargón I o Šarru-kīn I (c.1861 a. C.-c.1822 a. C.), hijo y sucesor de Ikunum, reinó como rey del antiguo Imperio asirio. Sargón podría haber sido nombrado después de Sargón de Akkad. El nombre "Sargón" significa "el rey es legítimo" en acadio. Sargon I es conocido por su trabajo refortifying Assur. Se sabe muy poco sobre este rey.
Puzur-Ashur II (c.1822 a. C.-c.1814 a. C.), hijo y sucesor de Sargón I, fue rey del antiguo imperio asirio durante ocho años. Debido al largo reinado de su padre, llegó al trono a una edad avanzada ya que uno de sus hijos, llamado Ili-bani, fue testigo en un contrato (y por lo tanto ya era un hombre adulto) once años antes de que Puzur-Ashur II se convirtiera en gobernante.
Naram Sin o Narâm-Suen, inscrito en escritura cuneiforme sobre impresiones de sellos contemporáneos como dna-ra-am-dEN.ZU, era el ensí o waklum de Aššur (da-šùr), catalogado como el trigésimo séptimo rey de Asiria en las posteriores listas rey asirio, en el que se inscribe mna-ram-dEN.ZU, o una lista fragmentaria donde aparece como -d30. (c.1814 a. C.-hacia 1760 a. C.), hijo y sucesor de Puzur-Ashur II, fue nombrado así por el ilustre Naram-Sin de Akkad y, al igual que su abuelo, Sargón I, tomó el determinante divino en su nombre. No debe confundirse con el Naram-Sin que gobernó Eshnunna por alrededor de doce años, el sucesor y el hijo, como se identifica en una inscripción, del Ebiq-Adad II, que reinó durante mucho tiempo. La ciudad-estado de Assur que había heredado habría sido bastante rica como el centro de la red comercial en el apogeo de la actividad del Antiguo Imperio Asirio y, a pesar de la destrucción del puesto comercial en Kanesh a mitad de su reinado, el comercio aparentemente continuó en otros lugares: 46La Lista del Rey Asirio registra que Shamshi-Adad I, "se fue a Babilonia en el tiempo de Narām-Sîn." Shamshi-Adad No debía volver hasta tomar Ekallatum, detener tres años y luego derrocar a Erishum II (hacia 1760 a.-hacia 1754 a. C.), hijo y sucesor de Naram-Sin.

### Imperio de Mesopotamia superior

Mapa que muestra la extensión aproximada del Imperio Mesopotámico Superior a la muerte de Shamshi-Adad I en 1721 a. C.

Shamshi-Adad I (hacia 1754 a. C.-hacia 1721 a. C.), hijo de Ila-kabkabu, heredó el trono en Terqa de su padre c. 1785 a. C. Shamshi-Adad me obligaron a huir a Babilonia mientras Naram-Suen de Eshnunna atacó Ekallatum c. 1761 a. C. Shamshi-Adad conquisté Assur, tomé la ciudad abandonada de Shekhna en el noreste de Siria, la convertí en la capital de su Imperio Mesopotámico Superior, la renombré a Shubat-Enlil y emergí como el primer amorreorey de Asiria c. 1754 a. C. Shamshi-Adad Puse a sus hijos en ubicaciones geográficas clave y les di la responsabilidad de examinar esas áreas. Mientras permaneció en Šubat-Enlil, su hijo mayor, Ishme-Dagan, me subieron al trono de Ekallatum .
Un objetivo principal para la expansión fue la ciudad de Mari, que controlaba la ruta de las caravanas entre Anatolia y Mesopotamia. El rey de Mari, Iakhdunlim, fue asesinado por sus propios sirvientes, posiblemente por orden de Shamshi-Adad I. Shamshi-Adad aproveché la oportunidad y ocupé a Mari c. 1741 a. C. Shamshi-Adad puse a su segundo hijo, Yasmah-Adad en el trono en Mari, y luego regresé a Shubat-Enlil. Con la anexión de Mari, Shamshi-Adad tenía el control de un gran imperio,  controlando todo el Alto Mesopotamia .
Mientras que Ishme-Dagan probablemente era un gobernante competente, su hermano Yasmah-Adad parece haber sido un hombre de carácter débil; algo que el padre decepcionado no estaba por encima de mencionar. Shamshi-Adad Claramente mantuve un control firme sobre las acciones de sus hijos, como se muestra en sus muchas cartas a ellos. En un momento dado arregló un matrimonio político entre Yasmah-Adad y Beltum, la princesa de su aliado en Qatna. Yasmah-Adad ya tenía una esposa líder y puso a Beltum en una posición secundaria de poder. Shamshi-Adad No aprobé y obligué a su hijo a mantener a Beltum en el palacio en una posición de liderazgo.
Dadusha, un rey del vecino estado Eshnunna, hizo una alianza con Shamshi-Adad I para conquistar el área entre los dos ríos Zab c. 1727 a. C. Esta campaña militar de fuerzas conjuntas se conmemoró en una estela de victoria que establece que Dadusha le da las tierras a Shmshi-Adad I. Shamshi-Adad Más tarde me volví contra Dadusha atacando ciudades como Shaduppum y Nerebtum. Después de la muerte de Shamshi-Adad I, Eshnunna capturó ciudades alrededor de Assur. El ascenso a la gloria de Shamsi-Adad I fue envidiado por reyes y tribus vecinas, y durante todo su reinado, él y sus hijos enfrentaron varias amenazas a su control.
Ishme-Dagan I(c 1721 a. C.-c.1681 a. C.), hijo y sucesor de Shamshi-Adad I, ocupó la capital de su reino de influencia en Ekallatum y gobernó la región sudoriental de la Alta Mesopotamia, incluida la ciudad-estado Assur. El principal desafío de Ishme-Dagan I era mantener a raya a sus enemigos; hacia el este se encontraban las estribaciones de los montes Zagros, habitados por pueblos pastores belicosos, y al sur estaba el reino mesopotámico de Eshnunna. Aunque su padre consideraba a Ishme-Dagan I como un político astuto y un soldado capaz, y lo elogiaba porque reprendía a Yasmah-Adad en sus cartas, Ishme-Dagan no puede mantener el imperio de su padre por mucho tiempo después de la muerte de su padre. Ishme-Dagan Finalmente perdí la mayoría de sus dominios, y me redujeron a la posesión de Assur y Ekallatum, a pesar de librar varias contraofensivas para tratar de recuperar el área superior de Khabur.

### Primera dinastía de Babilonia

Mapa del Cercano Oriente antiguo que muestra la ciudad-estado Assur dentro del territorio de la Primera Dinastía de Babilonia durante el reinado del hijo y sucesor del rey Hammurabi, Samsu-iluna (rosa claro) c. 1654 a. C.

Mut-ashkur (aproximadamente del 1681 a. C. al 1671 a. C.), hijo y sucesor de Ishme-Dagan I, fue arreglado por su padre a casarse con la hija del hurrita rey Zaziya. Hammurabi de Babilonia (hacia 1696 a. C.-hacia 1654 a. C.), después de la primera conquista de Mari, Larsa y Eshnunna, finalmente prevaleció sobre Mut-Ashkur. Con Hammurabi, las diversas colonias de kārum en Anatolia cesaron su actividad comercial, probablemente porque los bienes de Asiria ahora se intercambiaban con los babilonios. La monarquía asiria sobrevivió; sin embargo, los tres reyes amorreos que sucedieron a Ishme-Dagan I (incluido Mut-ashkur) fueron vasallos y dependientes de los babilonios durante el reinado de Hammurabi.
 Rimush, inscrito mri-mu-u[š] en la única lista de variantes de rey en la que aparece, (c.1671 a. C.-c.1665 a. C.), sucesor y probablemente descendiente de Išme-Dagān I, parecería ser nombrado para el segundo rey del Imperio acadio Rimush de Acad (circa 2214 a. C.-c. 2206 a. C.). Esto tal vez refleja la medida en que Shamshi-Adad y sus sucesores se identificaron con la prestigiosa dinastía de Akkad, aunque el anterior Rimush aparentemente fue asesinado por sus propios cortesanos, "con sus sellos", según un augurio de la monumental serie Bārûtu., un final algo ignominioso. Los eventos que resultaron en la desaparición de la dinastía se evidencian en una sola inscripción, la de Puzur-Sin, quien se jactó de derrocar al hijo de Asinum, descendiente de Shamshi-Adad I, cuyo nombre no se ha conservado. Esto pudo haber sido Rimush, o si Asinum lo siguió, tal vez su nieto. El resultado fue aparentemente una confusión cuando una rápida sucesión de siete usurpadores tomaron el poder, cada uno reinando brevemente antes de ser derrocado.
Asinum (c. 1665 a. C.), posiblemente sucesor o descendiente de Rimush o Mut-Ashkur, fue un rey amorreo expulsado por el viceregente asirio Puzur-Sin; no incluido en la lista tracidional de reyes, aparece, sin embargo, en la inscripción de Puzur-Sin. Se cree que era descendiente de Shamshi-Adad, que había fundado la breve dinastía de amorreos, odiada por los lugareños a juzgar por una inscripción de losa de alabastro dejada por Puzur-Sin. Se cree que Puzur-Sin fue un monarca asirio que no aparece en las fuentes y que depuso a Asinum para permitir que el rey asirio Ashur-dugul se hiciese con el trono. Al derrocamiento siguió una guerra civil que terminó con la influencia babilónica y amorrita en Asiria en torno al 1665 a. C.
Assur-dugul, inscrito maš-šur-du-gul, ¡Mira (al dios) Ashur !, (C.1665 a. C.-c.1659 a. C.), aparentemente, hijo de un don nadie, se apoderó del trono de los tres impopulares vasallos amorreos. La Lista de los Reyes Asirios indica que Ashur-dugul era «hijo de nadie, sin derecho al trono», lo que significa que no era de ascendencia real y consecuentemente no estaba calificado para gobernar de acuerdo con el principio patrilineal de legitimidad que emplearon los monarcas posteriores. Durante el reinado de Ashur-dugul, otros seis reyes, "hijos de nadie también gobernaron en ese momento". Esto puede sugerir una fragmentación en el pequeño reino asirio, con reclamos rivales al trono. Ashur-dugul no pudo mantener el control por mucho tiempo, y pronto fue depuesto por un pretendiente rival, Ashur-apla-idi.
Adasi (c.1659 a. C.-c.1440 a. C.), «hijo de un don nadie», fue el último de los seis reyes que gobernó durante el reinado de Ashur-dugul. Logró sofocar los disturbios civiles y estabilizar la situación en Asiria. Durante su reinado, expulsó por completo a los babilonios y amorreos de la esfera de influencia asiria. El poder babilónico comenzó a decaer rápidamente en el conjunto de Mesopotamia, debilitado por la I Dinastía del País del Mar. La dinastía adasida de Asiria recibió su nombre de Adasi.

### Dinastía Adaside
El efímero imperio babilónico rápidamente comenzó a desmoronarse tras la muerte de Hammurabi, y Babilonia perdió el control sobre Asiria durante el reinado del sucesor de Hammurabi Samsu-iluna (1750-1712 a. C.). Un período de guerra civil se produjo después de que Asinum (un nieto de Shamshi-Adad I y el último rey amorreo de Asiria) fue depuesto en aproximadamente 1732 a. C. por un poderoso regente asirio nativo llamado Puzur-Sin, que consideraba a Asinum como extranjero y como extranjero. un antiguo lacayo de Babilonia.
Un rey nativo llamado Ashur-dugul se hizo con el trono en 1732 a. C., probablemente con la ayuda de Puzur-Sin. Sin embargo, no pudo mantener el control por mucho tiempo, y pronto fue depuesto por un demandante rival, Ashur-apla-idi . La inestabilidad interna se produjo con otros cuatro reyes (Nasir-Sin, Sin-namir, Ipqi-Ishtar y Adad-salulu) todos reinando en rápida sucesión durante un período de aproximadamente seis años entre 1732 y 1727 antes de Cristo. Babilonia parece haber sido demasiado impotente para intervenir o aprovechar esta situación.
Finalmente, un rey llamado Adasi (1726-1701 a. C.) pasó a primer plano c. 1726 a. C. y logró sofocar los disturbios civiles y estabilizar la situación en Asiria. Adasi expulsó por completo a los babilonios y amorreos de la esfera de influencia asiria durante su reinado, y el poder babilónico comenzó a decaer rápidamente en Mesopotamia como un todo, perdiendo también el extremo sur de Mesopotamia (un área que corresponde aproximadamente al antiguo Sumer ) al nativo acadio hablando de la dinastía Sealand, aunque los amorreos mantendrían el control de una Babilonia muy reducida y débil hasta 1595 a. C., cuando fueron derrocados por los kassitas, un pueblo de los montes Zagros que hablaba un idioma aislado y no eran semitas ni indoeuropeos.
Adasi era un rey asirio, el último en una línea de siete reyes designados por la Lista del Rey asirio como usurpadores del trono asirio, que reinó desde 1718 hasta 1699 a. C. después de la expulsión de los amorreos de los babilonios de Asiria. Se le acredita en la Lista del rey asirio con la estabilización de Asiria y liberándola de la guerra civil y la influencia amorita. La dinastía de Adaside de Asiria fue nombrada después de él. Fue sucedido por Bel-bani .
A Adasi le sucedió Belu-bani (1700-1691 a. C.), a quien se acredita en los anales asirios al infligir más derrotas a los babilonios y a los amorreos, y fortalecer y estabilizar aún más el reino. Belu-bani, inscrito md EN -ba-ni, "el Señor es el creador", (hacia 1640 a. C.-c.1630 a. C.), hijo y sucesor de Adasi,) y fue el primer gobernante de lo que luego sería llamado la dinastía de los Adasides. Su reinado marca la inauguración de una nueva fase histórica después de la confusión de los reclamos de los siete usurpadores que le precedieron. Fue el 48 ° rey en aparecer en la Lista del Rey Asirio y reinó durante diez años.
Libaia ( c.1630 a. C.-c.1613 a. C.), sucesor y posiblemente hijo o hermano de Belu-bani, gobernó sobre una Asiria relativamente pacífica, segura y estable [44] que existía sin ser perturbada por sus vecinos como los hattianos, los hititas, kurritas, amorreos, babilonios, elamitas y mitanni. Sucedió a Belu-bani en la dinastía Adaside, que pasó a primer plano después de la expulsión de los babilonios y amorreos de Asiria. Poco se sabe actualmente de muchos de los reyes que siguieron, como Sharma-Adad I ( c.1613 a. C.-c.1602 a. C.), Iptar-Sin ( c.1602 a. C.-c.1590 a. C.), Bazaya(hacia 1590 a. C.-hacia 1562 a. C.), Lullaya (hacia 1562 a. C.-hacia 1556 a. C.), Shu-Ninua (hacia 1556 a. C.-hacia 1542 a. C.) y Sharma-adad II (hacia 1542 a. C.)-C. 1539 a. C.)
Iptar-Sin, inscrito IB.TAR.Sîn (lectura incierta), (hacia 1602 a. C.-C. 1590 a. C.) puede haber sido hermano de sus predecesores Libaia y Belu-bani y fue el 51 ° rey asirio de acuerdo con la Lista del Rey Asirio. Él reinó durante 12 años en algún momento durante el siglo 17 a. C..
Bazaia (C. 1590 a. C.-C. 1562 a. C.), hijo de Iptar-Sin o Belu-bani, fue el rey número cincuenta y dos que figura en la lista del rey asirio. Reinó durante veintiocho años y no ha dejado inscripciones conocidas.
Lullaia (hacia 1562 a. C.-C. 1556 a. C.), "hijo de nadie", fue el quincuagésimo tercer rey de Asiria en ser agregado a la Lista del Rey Asirio. Él era un "hijo de un don nadie", es decir, sin relación con un monarca anterior, y reinó 6 años, desde c. 1633 a. C.-c. 1627 a. C., durante un período en el que una Asiria bastante disminuida fue eclipsada por su vecino más poderoso, el Mitanni. Reade especula que él puede ser identificado con el anterior rey, Ashur-dugul, sobre la base de su similar duración de reinado y la falta de parentesco real.
Shu-Ninua (C. 1556 a. C.-C. 1542 a. C.), hijo de Bazaia, sucedió al presunto usurpador, Lullaia. No hay inscripciones contemporáneas de su reinado. Se registra como un contemporáneo de Akurduana de la Segunda Dinastía de Babilonia en la Lista Sincrónica del Rey, en lugar de cualquier supuesto gobernante de la Tercera Dinastía de Babilonia. La Lista del Rey Asirio registra que reinó durante catorce años antes de ser sucedido por sus hijos. Sus hijos fueron Sharma-Adad II y Erishum III.
Shamshi-Adad II (c.1529 a. C.-C. 1526 a. C.), hijo y sucesor de Shu-Ninua (c 1542 a. C.-c.1529 a. C.), es inverosímilmente declarado por la lista de rey sincrónico haber tenido ocho kasitas contemporáneos diferentes gobernantes. Ashur-nirari I (1547-1522 a. C.) parece no haber sido perturbado por el recién fundado Imperio Mitanni en Asia Menor, el imperio hitita, o Babilonia durante su reinado de 25 años. Se sabe que fue un rey activo, que mejoró la infraestructura, dedicó templos y dirigió varios proyectos de construcción en todo el reino.
Ishme-Dagan II (c.1526 a. C.-C. 1510 a. C.), hijo y sucesor de Shamshi-Adad II, era un gobernante bastante oscuro de Asiria en medio de una edad oscura. Él solo es conocido de la lista del rey asirio. La relación con su sucesor es incierta ya que las copias describen al padre de Shamshi-Adad III como Ishme-Dagan II, el hermano de Sharma-Adad II, que a su vez era hijo de Shu-Ninua. Este Ishme-Dagan, sin embargo, tiene su filiación claramente dado como hijo de Shamshi-Adad II. Esto llevó a Yamada a sugerir que el padre de Shamshi-Adad III era un individuo homónimo diferente de una línea de descendencia colateral de Shu-Ninua.
Assur-nirari I (hacia 1510 a. C.-hacia 1484 a. C.), hijo y sucesor de Ishme-Dagan II, la lista del rey sincrónico le da a su contemporáneo babilónico el nombre de Kashtiliashu III. La evidencia de sus actividades de construcción sobrevive, con cuatro pequeñas inscripciones que conmemoran el trabajo de construcción del templo de Bel-ibriya en ladrillos recuperados de un antiguo barranco, la restauración de la explanada de Abaru y la reconstrucción del templo Sin-Shamash. Él gobernó en un período pacífico y sin incidentes de la historia Asiria entre el derrocamiento de los Babilonios y Amorreos por Puzur-Sin c. 1732 a. C. y el surgimiento de los mitanni en c. 1450 a. C.
Puzur-Ashur III (c.1484 a. C.-c.1460 a. C.), hijo y sucesor de Ashur-narari I, es el primer rey asirio en aparecer en la historia sincrónica, donde se lo describe como un contemporáneo de Burnaburiash de Babilonia. Realizó muchos trabajos de reconstrucción en Assur, la ciudad se refortificó y los cuarteles del sur se incorporaron a las principales defensas de la ciudad. Los templos al dios de la luna Sin ( Nanna ) y al dios del sol Shamash fueron erigidos durante su reinado. Firmó un tratado con Burna-Buriash I el rey kasita de Babilonia, definiendo las fronteras de las dos naciones a fines del siglo XVI a. Fue sucedido por Enlil-nasir I (1497-1483 a. C.) quien parece haber tenido un reinado pacífico y sin incidentes, al igual que su sucesor Nur-ili (1482-1471 a. C.).
Enlil-nasir I (c.1484 a. C.-c.1460 a. C.), hijo y sucesor de Puzur-Ashur III, se menciona en la Lista Sincrónica del Rey, pero el nombre de la contraparte babilónica es ilegible. Su nombre está presente en dos conos de arcilla de Assur.
Nur-ili (hacia 1460 a. C.-hacia 1448 a. C.), hijo y sucesor de Enlil-nasir I, era el rey de Asiria.
Assur-shaduni (hacia 1448 a. C.), hijo y sucesor de Nur-ili, fue el gobernante de Asiria solo por "un mes completo". Sigue habiendo incertidumbre con respecto a la fecha de su acceso, ya que los dos reyes asirios subsiguientes tienen longitudes de reinado desconocidas, desconectándolo efectivamente a él y sus predecesores de la cronología más firme de la Lista del Rey Asirio posterior. Aunque no hay inscripciones contemporáneas existentes para él o su predecesor inmediato o sucesores, su nombre aparece en dos de las listas del rey asirio y débilmente al final de la primera columna de la lista del rey sincrónico, al nivel de donde uno de los sucesores se supone que debería aparecer el rey cassita Kashtiliashu III. Las Listas del Rey describen su derrocamiento: desde el trono, depuso, el trono se apoderó.
Assur-rabi I (c.1448 a. C.-c.1430 a. C.), hijo de Enlil-nasir I, tomó el trono después de un golpe de Estado contra Assur-shadduni.
Asiria permaneció fuerte y segura; cuando Babilonia fue saqueada y sus gobernantes amorreos depuestos por el imperio hitita, y posteriormente cayeron ante los kassitas en 1595 a. C., ambos poderes no pudieron penetrar en Asiria, y parece que no hubo problemas entre el primer gobernante casita de Babilonia, Agum II y Erishum III (1598-1586 a. C.) de Asiria, y se firmó un tratado mutuamente beneficioso entre los dos gobernantes.

### Mitanni

Mapa del antiguo Cercano Oriente que muestra la ciudad-estado Assur dentro del territorio de los Mitanni en su máxima extensión. El corazón de Mitanni (púrpura oscuro) y la extensión máxima aproximada del dominio de Mitanni (púrpura claro) c. 1430 a. C.

El surgimiento del Mitanni c. 1500 a. C. finalmente llevó a un corto período de dominación Mitanni esporádica c. 1450 a. C. Se cree que los mitanni de lengua indoeuropea que hablan la familia conquistaron y formaron la clase dominante sobre los indígenas hurritas en el este de Anatolia . hurritas habían hablado una lengua aislada, y no debe ni de la familia de las lenguas afroasiáticas ni la familia de lenguas indoeuropeas). Hay docenas de Mesopotamia cuneiformes textos de este período, con observaciones precisas de los eclipses solares y lunares, que han sido utilizados como " ancla "en los diversos intentos de definir la cronología de Babilonia y Asiriaentre c. 2000 a. C.-c. 1300 a. C.)
Ashur-nadin-ahhe I (c.1430 a. C.-c.1415 a. C.), hijo y sucesor de Ashur-rabi I, fue cortejado por el Imperio egipcio, que era un rival de los mitanni, y tratando de ganar un punto de apoyo en el Antiguo Cercano Oriente . Amenhotep II envió al rey asirio un tributo de oro para sellar una alianza contra el Mitanni. Es probable que esta alianza incitara a Saushtatar, el gobernante de los Mitanni, a invadir Asiria y saquear su ciudad capital, después de lo cual Asiria se había convertido en un estado vasallo, con Ashur-nadin -hijo obligado a pagar tributo a Shaushtatar. Después de una regla de quince años, Ashur-nadin-ahhe fui derrocado por su hermano Enlil-Nasir II (c.1415 a. C.-c.1409 a. C.).
Assur-nirari II, inscrito maš-šur-ERIM.GABA (=DÁḪ), " Ashur es mi ayuda", ( c.1409 a. C.-c.1402 a. C.), hijo y sucesor de Enlil-nasir II, gobernó sobre Asiria en un momento en que aún se estaba recuperando del saqueo de Assur por el gobernante Mitanni Shaushtatar . Según la Lista de Reyes de Khorsabad, Ashur-nerari II reinó durante siete años, las columnas correspondientes en la Lista de Reyes de Nassouhi y la Lista de Reyes SDAS están dañadas en este punto. Un texto legal de Assur está fechado en el " eponym "de Ber-nadin-ahhe, hijo de Ashur-nerari II, juez supremo ", y otro da el testigo," Shamash-kidinnu, hijo de Ibashi-ilu, hijo de Ber-nadin-hhe, juez supremo ". Ashur-nerari II tuvo un reinado sin incidentes, y parece que también rindió homenaje a los Mitanni. La monarquía asiria sobrevivió, y la influencia de Mitanni parece haber sido esporádica. Parecen no haber estado siempre dispuestos o de hecho capaces de interferir en los asuntos internos e internacionales asirios.
Assur-bel-nisheshu, inscritomdaš-šur-EN-UN.MEŠ--šú, y que significa " Ashur es señor de su pueblo", ( c.1402 a. C.-c.1394 a. C.) también llevó a cabo un extenso trabajo de reconstrucción en la propia Assur. Asiria parece haber desarrollado sus antiguos sistemas financieros y económicos altamente sofisticados durante su reinado, y haber sido independiente de la influencia de Mitanni, como lo demuestra su firma de un tratado mutuamente beneficioso con Karaindash, el Kasitarey de Babilonia c. 1400 a. C. Ashur-bel-nisheshu sucedió a su padre, Ashur-nerari II, en el trono. Como era la práctica durante este período de la monarquía asiria, se tituló modestamente, "vice-regente", o išši'ak Aššur, del dios Ashur. La Crónica Sincrónica  registra su tratado territorial aparentemente amistoso con Karaindash, rey de Babilonia, y relata que "juraron juntos sobre este mismo límite". Sus numerosas inscripciones de conos de arcilla (arte de línea para un ejemplo en la foto) celebran su re-enfrentamiento de Puzur-Ashur IIILa pared del distrito de "Nueva Ciudad" de Assur.
Ashur-rim-nisheshu, inscrito mdaš-šur-ÁG-UN.MEŠ-šu, que significa " Ashur ama a su pueblo", era el gobernante de Asiria, o išši'ak Aššur, "vice-regente de Assur" ", Escrito en sumerio :PA.TE.SI (=ÉNSI), (hacia 1394 a. C.-hacia 1387 a. C.), hijo y sucesor de Assur-bel-nisheshu II, es conocido por su reconstrucción del muro interior de la ciudad de Assur. Las tres listas existentes de rey asirio dan su filiación como, "hijo de Ashur-bel-nisheshu", el monarca que inmediatamente le precedió, pero esto se contradice con la única inscripción contemporánea existente, un clavo de arcilladando una inscripción dedicatoria para la reconstrucción del muro de la ciudad interior de Assur, que da a su padre como Assur-nerari II, el mismo que su predecesor, que presumiblemente era su hermano. Con Ber-nadin-aye, otro hijo de Assur-nerari que recibió el título de "juez supremo", parece que pudo haber sido el tercero de los hijos de Assur-nerari que gobernó. La uña de arcilla identifica a los restauradores anteriores como Kikkia (hacia el año 2100 a. C.), Ikunum (hacia 1876 a. C.-hacia 1861 a. C.), Sargón I (hacia 1861 a. C.-hacia 1822 a. C.), Puzur-Ashur II (c.1822 a. C.-c.1814 a. C.), y Ashur-nirari I (c.1510 a. C.-c.1484 a. C.).
Ashur-nadin-ahhe II, cuyo nombre es un nombre asirio personal que significa " Ashur ha dado un hermano" (c.1387 a. C.-c.1378 a. C.), también recibió un tributo de oro y oberturas diplomáticas del Imperio egipcio, probablemente en un intento de obtener apoyo militar asirio contra los rivales del Imperio egipcio en Asia occidental: el Imperio hitita y el Mitanni. Sin embargo, el rey asirio parece haber estado en una posición lo suficientemente fuerte como para desafiar ni a los mitanni ni a los hititas. Dos reyes asirios que gobiernan entre c. 1430 a. C.-c. 1379 a. C. fueron llamados Ashur-nadin-ahhe. Casi nada se sabe sobre estos reyes, pero uno de ellos se menciona en una de las cartas de Amarna . En la carta del rey Ashur-uballit Ide Asiria al faraón del Imperio egipcio, numerado EA 16, Ashur-nadin-ahhe II se conoce como su antepasado que escribió a Egipto y recibió oro a cambio. Esto implicaría un matrimonio diplomático anterior y una alianza entre Asiria y Egipto durante su reinado. El nombre Ashur-nadin-ahhe II mencionado en EA 16 ha sido impugnado como una escritura defectuosa de Ashur-nadin-apli, otro rey asirio. Fue sucedido por su hermano, Eriba-Adad I, el primer rey del Imperio Asirio Medio .

## Inscripciones
1. ↑  Khorsabad copy of the Assyrian King List i 24, 26.
2. ↑  SDAS List, IM 60484, i 34.
3. ↑  Nassouhi List, Istanbul A. 116 (Assur 8836), i 33.
4. ↑  Khorsabad List, IM 60017 (excavation nos.: DS 828, DS 32-54), i 34.
5. ↑  Assyrian Kinglist fragment VAT 9812 = KAV 14: ‘3
6. ↑  Assyrian Kinglist fragment VAT 9812 = KAV 14: 5.
7. ↑  Ḫorsābād King List ii 18.
8. ↑  Khorsabad Kinglist, tablet IM 60017 (excavation nos.: DS 828, DS 32-54), iii 3.
9. ↑  KAJ 174.
10. ↑  Nassouhi King List, Istanbul A. 116 (Assur 8836), iii 11–12.
11. ↑  Khorsabad King List, IM 60017 (excavation nos.: DS 828, DS 32-54), iii 5–6.
12. ↑  SDAS King List, tablet IM 60484, ii 38.
13. ↑  Synchronistic Chronicle (ABC 21), tablet K4401a, i 1–4.

1. ↑   /kjuːˈniːᵻfɔːrm/ kew-NEE-i-form or  /ˈkjuːnᵻfɔːrm/ KEW-ni-form
2. ↑  mIB.TAR-d30.